# Rauen
Rauen è un comune di 2 048 abitanti del Brandeburgo, in Germania.

Appartiene al circondario dell'Oder-Sprea ed è parte della comunità amministrativa di Spreenhagen.